# Text (datavetenskap)
Inom datavetenskap – speciellt programmering – avser text en datamängd som återges med skrivbara tecken och några få styrtecken som radbyte och tabulator. Motsatsen är ofta binära data, som lagras i en form som inte lika enkelt kan presenteras på en skärm eller ett skrivarpapper.